# Черковска река
Черковска река (по старото име на село Братя Кунчеви – Черково) е река в Южна България – Област Стара Загора, община Стара Загора и Област Сливен, община Нова Загора, десен приток на река Блатница, от басейна на Сазлийка. Дължината ѝ е 26 km.
Черковска река извира на 612 m н.в. в Сърнена Средна гора, местността Юрта, на около 400 m югоизточно от връх Голям Гавраил (713 m). По цялото си протежение тече в посока юг-югоизток, до село Братя Кунчеви в дълбока и залесена долина, а след това в Горнотракийската низина в плитка долина, където коритото ѝ изцяло е коригирано. Влива се отдясно в река Блатница на 111 m н.в., на 600 m югоизточно от село Любенец, община Нова Загора.
Площта на водосборния басейн на Черковска река е 77 km2, което представлява 24% от водосборния басейн на Блатница. Основни притоци: Лясковец и Дермендере (леви).
Речният режим на подхранване е с плувиален характер, което определя ясно изразен пролетен максимум на оттока – януари-май, а минимумът – юли-октомври.
По течението на реката са разположени 4 села:
- Област Стара Загора

- Община Стара Загора – Братя Кунчеви, Подслон;

- Област Сливен

- Община Нова Загора – Събрано, Любенец.

Водите на реката се използват за напояване – язовири „Братя Кунчеви", „Подслон", „Чилията", „Любенец" (най-голям).

## Топографска карта
- Лист от карта K-35-52. Мащаб: 1 : 100 000.